# Ліпіни (Ходзезький повіт)
Ліпіни (пол. Lipiny, нім. Lipin) — село в Польщі, у гміні Марґонін Ходзезького повіту Великопольського воєводства.
Населення — 526 осіб (2011).
У 1975-1998 роках село належало до Пільського воєводства.

## Демографія
Демографічна структура станом на 31 березня 2011 року:
|          | Загалом | Допрацездатний вік | Працездатний вік | Постпрацездатний вік |
| -------- | ------- | ------------------ | ---------------- | -------------------- |
| Чоловіки | 266     | 68                 | 180              | 18                   |
| Жінки    | 260     | 69                 | 143              | 48                   |
| Разом    | 526     | 137                | 323              | 66                   |